# ㇾ
「ㇾ」は小書き片仮名の「レ」であり、アイヌ語で使用される仮名のひとつである。前の音と組み合わせ1モーラを形成する。通常は日本語では使用されない。
主にアイヌ語で使用され、前の音がえ段で後にrの後が発音される場合に使用される。

## ㇾに関わる諸事項
- アイヌ語に対応する目的で、JIS X 0213で追加された仮名の一つである。
- 漢文で使用されるレ点に類似するため、この文字で代用されることがある。